# Alex Shannon
Pour les personnes ayant le même patronyme, voir Shannon.
Alex Shannon est un acteur américain né vers 1862, et mort le 7 mars 1932 à New York (États-Unis).

## Filmographie
- 1916 : Her Wonderful Secret
- 1916 : Daredevil Kate : Green
- 1916 : L'Amérique, champion du droit (The Velvet Paw) : Undetermined role
- 1916 : War Brides (en) d'Herbert Brenon : The King
- 1916 : The Battle of Life : Wentworth
- 1917 : The Man Who Forgot : Al Simpson
- 1917 : The Eternal Sin : Rustighello
- 1917 : A Royal Romance : Prime Minister
- 1917 : La Délaissée (Barbary Sheep) : The old Marabout
- 1917 : Unknown 274 : Undetermined Role
- 1918 : Stolen Orders
- 1918 : Maison de poupée (A Doll's House) : Krogstadt
- 1918 : A Woman of Redemption : Timothy Stanton Sr.
- 1918 : The Road to France : Hugo Kraus
- 1919 : The Social Pirate : Bill Hoffman
- 1919 : The Woman of Lies : Force
- 1919 : The Steel King : Horace Bracey
- 1920 : Girl of the Sea : Matt Cuttle
- 1920 : Dr. Jekyll and Mr. Hyde : Dr. Lanyon
- 1920 : Stolen Moments (en) : Campos Salles, le père d'Inez
- 1921 : The Simp
- 1922 : Easy Money
- 1922 : Are Children to Blame? : David Granger